# Classe Azmat
La classe Azmat è una classe di motocannoniere missilistiche o corvette lanciamissili, costruita per conto della Marina militare pakistana e in servizio a partire dal 2012.
La classe, composta da quattro unità, è stata realizzata in cooperazione tra i cantieri navali cinesi e pakistani. Si tratta di piccole unità dotate però di un potente armamento missilistico antinave, impiegabili in missioni di attacco e pattugliamento ma anche di ricerca e soccorso e anti-pirateria in acque costiere.

## Il progetto
Le Azmat sono il frutto di un accordo di cooperazione tra il conglomerato di costruzioni navali cinese China State Shipbuilding Corporation e la principale industria cantieristica navale pakistana, la Karachi Shipyard & Engineering Works. In base all'accordo, una unità della classe è stata realizzata nei cantieri cinesi del porto di Tientsin e le altre tre nei cantieri di Karachi in Pakistan tramite il trasferimento delle tecnologie necessarie da parte dei cinesi. La prima unità della classe è stata impostata nel marzo 2011 e consegnata ai pakistani nell'aprile 2012; la costruzione della seconda unità ha avuto inizio a Karachi nell'ottobre 2011 per poi essere completata nel giugno 2014, ma la realizzazione del secondo gruppo di due unità ebbe inizio tra il 2015 e il 2016 al fine di implementare alcune migliorie e modifiche, concludendosi poi tra il 2017 e il 2022.
Il progetto di base delle Azmat riprende quello delle motocannoniere lanciamissili cinesi classe Type 37-II, ma con un'architettura delle sovrastrutture tipo stealth per la riduzione della segnatura radar e varie migliorie per quanto riguarda armi e sensori.

## Caratteristiche

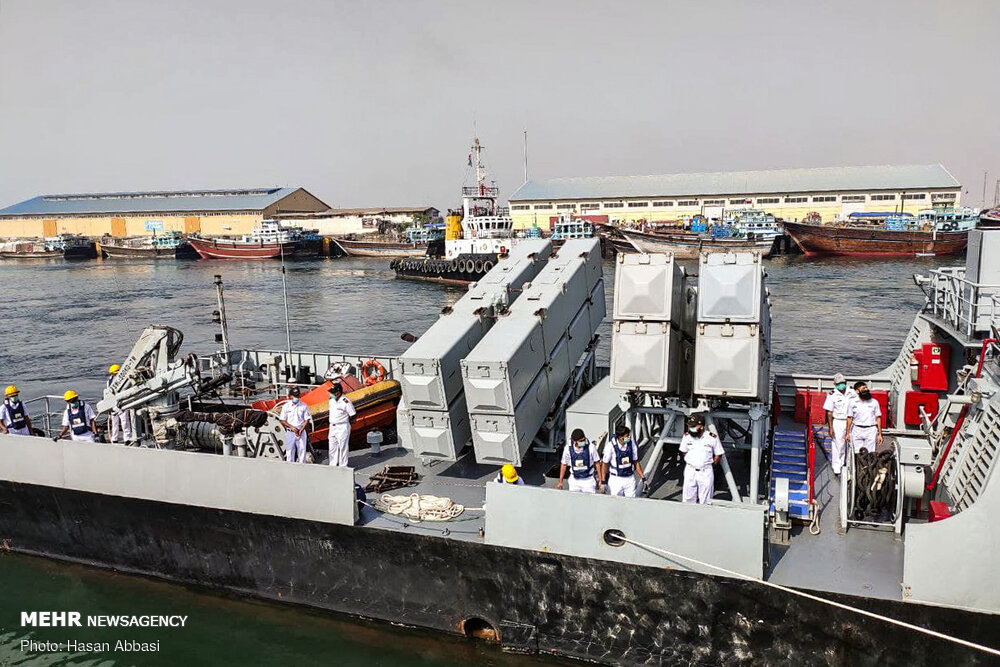
Veduta della sezione di poppa della Azmat, con i due impianti quadrupli di lancio per missili C-802

Le Azmat presentano uno scafo con una lunghezza fuori tutto di 63 metri, una larghezza massima di 8,8 metri e un pescaggio di 2,4 metri; il dislocamento standard si aggira sulle 500 tonnellate, ma sale a 560-600 tonnellate con le unità a pieno carico. Le sovrastrutture, costruite senza soluzione di continuità con lo scafo, sono raggruppate in un massiccio blocco a centro nave sovrastato da un albero a struttura tronco-piramidale. L'equipaggio ammonta a 12 o 14 uomini tra ufficiali e marinai.
La propulsione è di tipo CODAD, con quattro motori diesel azionanti altrettanti eliche a passo fisso tramite due alberi motori, un sistema che garantisce notevole manovrabilità anche alle velocità più elevate. La velocità massima delle unità si aggira sui 30 nodi (55,56 km/h), mentre l'autonomia ammonta a 1000 miglia alla velocità di crociera di 18 nodi (1852 km a 33,34 km/h).
Le prime due unità della classe portano come armamento missilistico due lanciatori a quattro celle per missili antinave cinesi C-802, collocati sul ponte a poppa del blocco delle sovrastrutture; le altre due unità della classe portano invece due lanciatori a tre celle per missili Harbah, la versione navale del missile da crociera di costruzione pakistana Babur. L'armamento di artiglieria, destinato principalmente alla difesa antiaerea e antimissile a corta distanza, prevede per le prime due unità un impianto binato di mitragliere da 37 mm Type 76 di origine cinese collocato in una piccola torretta a prua del blocco delle sovrastrutture, mentre le altre due unità portano un impianto binato di mitragliere da 25 mm; tutte le unità hanno un impianto CIWS da 30 mm tipo AK-630 collocato a poppa sul tetto del blocco delle sovrastrutture. La poppa presenta un cancello apribile per il rilascio e il recupero in mare di un'imbarcazione tipo RHIB.
L'apparato sensori comprende impianti radar di origine cinese Type 360 e Type 347; le unità portando anche due gruppi di tubi di lancio per il rilascio di decoy o chaff

## Unità
| Nome        | Cantiere                                         | Impostazione    | Varo              | Entrata in servizio | Stato              |
| ----------- | ------------------------------------------------ | --------------- | ----------------- | ------------------- | ------------------ |
| PNS Azmat   | China State Shipbuilding Corporation di Tientsin | 1º marzo 2011   | 23 settembre 2011 | 23 aprile 2012      | in servizio attivo |
| PNS Dehshat | Karachi Shipyard & Engineering Works di Karachi  | 28 ottobre 2011 | 16 agosto 2012    | 13 giugno 2014      | in servizio attivo |
| PNS Himmat  | Karachi Shipyard & Engineering Works di Karachi  | 11 agosto 2015  | 17 settembre 2016 | 28 luglio 2017      | in servizio attivo |
| PNS Haibat  | Karachi Shipyard & Engineering Works di Karachi  | marzo 2017      | 27 novembre 2019  | 2022                | in servizio attivo |